# Stanislav Gross
Stanislav Gross, češki politik, * 30. oktober 1969, Praga, † 16. april 2015.
Med letoma 2000 in 2004 je bil minister za notranje zadeve Češke republike, med letoma 2004 in 2005 pa predsednik Vlade Češke republike.